# Awana Bay
Awana Bay je mořská zátoka a písečná pláž na východním pobřeží ostrova Great Barrier Island (maorsky Aotea, česky Velký bariérový ostrov) nacházející se ve vnější části zálivu Hauraki v Tichém oceánu v Auckladském regionu na Novém Zélandu. Místo je využíváno k rekreaci a vodním sportům, nejčastěji surfování. Na pláži je také ústí říčky Awana (Awana Stream), písečné duny a skaliska. Poblíž, severním směrem se nachází kemping Awana Campground (Awana Beach Campsite) novozélandského Ministerstva památkové péče. Místo patří mezi nejpopulárnější novozélandská ostrovní místa k surfování. Nejlepší přístup k Awana Bay je pěšky od silnice Aotea Road vzdálené cca 150 m od oceánu. Místo je také důležitým hnízdištěm ptáků, např. chráněných kulíka hnědého (Charadrius morinellus) a čírky novozélandské (Anas chlorotis). Vjezd automobily na pláž je zakázán. Místo má také souvislost s kulturními tradicemi maorů.